# Vasan Sewada
Wasan Sewada fou un petit estat tributari protegit de l'agència de Rewa Kantha al grup de Sankheda Mehwas, presidència de Bombai. Tenia una superfície de 14 km² i el formaven 7 pobles. El sobirà vers el 1883 era Rahtor Kalubawa.
Els ingressos estimats eren de 517 lliures i pagava un tribut de 115 lliures al Gaikwar de Baroda.